# Celebrity Apex
El Celebrity Apex es un crucero de la Clase Edge para Celebrity Cruises, una subsidiaria de Royal Caribbean Group. Construido en Chantiers de l'Atlantique en Saint-Nazaire, Francia, es el segundo barco en la clase de barcos Edge de la compañía, tras la entrega de su barco hermano, Celebrity Edge, en 2018. Debido a la pandemia de COVID-19, su entrada en servicio en la navegación fue desde Atenas el 19 de junio de 2021 a las islas griegas.